# Amanda Kurtović
Amanda Maria Kurtovic (født 25. juli 1991 i Karlskrona, Sverige) er en norsk håndboldspiller, der spiller for norske Larvik HK. Hun vendte tilbage til klubben i 2022. Hun har tidligere optrådt for HC Dunărea Brăila, Kastamonu Belediyesi GSK, CSM Bucuresti, Győri Audi ETO KC og Sandefjord TIF, Nordstrand IF, Byåsen Idrettslag, Larvik HK, Oppsal Håndball - alle i Norge - og danske Viborg HK. Hun spiller også på det norske håndboldlandshold, som hun fik debut på d. 26. marts 2011 i en hjemmekamp mod Rusland.

## Opvækst
Amanda er født i Sverige, men er norsk statsborger. Hendes far er den kroatiske håndboldtræner Marinko Kurtovic. Faren var træner i Bjerringbro FH indtil sammenlægningen af Bjerringbro FH og Silkeborg-Voel KFUM.